# Калмашевский сельсовет
Калмашевский сельсове́т — упразднённая в 2008 году административно-территориальная единица и сельское поселение (тип муниципального образования) в составе Дуванского района. Почтовый индекс — 452537. Код ОКАТО — 80223816000. Объединён с сельским поселением Дуванский сельсовет.

## Состав сельсовета
село (до 2005 года — посёлок) Калмаш — административный центр, село Сафоновка, деревни Бурцевка, Комсомольский (бывший посёлок), Октябрьский (бывший посёлок), Потаповка (бывший посёлок). В 2005 году упразднена д. Греховка.

## История
Закон Республики Башкортостан от 19.11.2008 N 49-з «Об изменениях в административно-территориальном устройстве Республики Башкортостан в связи с объединением отдельных сельсоветов и передачей населённых пунктов», ст.1 п. 19) а) гласил:

 "Внести следующие изменения в административно-территориальное устройство Республики Башкортостан:
 по Дуванскому району:
объединить Дуванский и Калмашевский сельсоветы с сохранением наименования «Дуванский» с административным центром в селе Дуван.
Включить сёла Калмаш, Сафоновка, деревни Бурцевка, Комсомольский, Октябрьский, Потаповка Калмашевского сельсовета в состав Дуванского сельсовета.

Утвердить границы Дуванского сельсовета согласно представленной схематической карте.

Исключить из учётных данных Калмашевский сельсовет
На 2008 год граничил с Салаватским, Нуримановским, Караидельским районами, с муниципальными образованиями: Михайловский сельсовет, Дуванский сельсовет, Улькундинский сельсовет («Закон Республики Башкортостан от 17.12.2004 N 126-з (ред. от 19.11.2008) „О границах, статусе и административных центрах муниципальных образований в Республике Башкортостан“»).